# Troglohyphantes konradi
Troglohyphantes konradi este o specie de păianjeni din genul Troglohyphantes, familia Linyphiidae, descrisă de Brignoli, 1975.
Este endemică în Italia. Conform Catalogue of Life specia Troglohyphantes konradi nu are subspecii cunoscute.